# Пеликен
Пелике́н — эскимосский и чукотский талисман, представляющий вырезанную из моржового клыка фигурку широко улыбающегося существа, традиционно изображающегося с большими ушами, круглым животиком и длинными, прижатыми к бокам ручками.

## История
Существует чукотская легенда о том, как человек, которого преследовали несчастья, копая яму для хранения мяса, нашёл в земле фигурку пеликена, и с тех пор ему во всём стала сопутствовать удача.
Происхождение пеликена долгое время оставалось неизвестным. Он считался северным божеством-тотемом; иногда его называли духом тундры, обитающим под землёй, а статуэтка «божка-талисмана» представлялась «символом древнего чукотского искусства».
Согласно исследователю чукотско-эскимосского искусства В. А. Антроповой, пеликены «никогда не служили предметом культа». Исследователи указывают, что слово пеликен (в переводе с чукотского языка — «раздутоживотый») не имеет исторических соответствий ни в чукотском, ни в эскимосском языках.

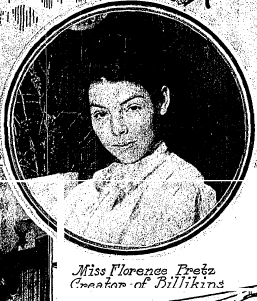
Флоренс Претц

Согласно исследованиям историков Чукотки середины — второй половины XX века, авторство изначального образа пеликена принадлежало американской учительнице рисования и книжному иллюстратору из Канзас-Сити штата Миссури Флоренс Претц (англ. Florence Pretz), в начале XX века совершившей путешествие в Японию и по возвращении изготовившей из дерева фигурку, напоминающую понравившееся ей изображение японского божества Хотэя.
6 октября 1908 года Претц получила патент на художественное изображение. Затем патент был продан художницей чикагской корпорации, и фигурка стала символом The Billiken Company of Chicago. Персонаж получил имя Билли Кен (Билликен) и вскоре приобрёл широкое распространение во всех штатах Америки.
В 1911 году петербургский «Синий журнал» сообщал, что у американских автомобилистов «имеется свой божок-талисман „Билли Кен“», который пользуется популярностью не только у водителей:
Изображение божка встречается почти на каждом шагу: в булавках для галстука, в медальонах, на брошках, браслетах, в будуарах, во многих рабочих кабинетах. Фабрикант, выпустивший божка на рынок, нажил громадное состояние и обеспечил мастерицу, изобретшую фигуру, еженедельной пенсией в 20 долларов…
Спустя три десятилетия, в 1945 году американский антрополог и этнограф Дороти Джон Рэй совершила путешествие в Ном, на Аляску, и обнаружила там широкое распространение талисмана. Истоки скульптурного изображения местные жители не могли объяснить.
По свидетельствам эскимосов, записанных Дороти Рэй, первая на Аляске фигурка была изготовлена из моржового клыка в 1909 году молодым эскимосским резчиком Ангоквасхуком (по прозвищу Счастливый Джек) по просьбе владельца местного магазина эскимоса Коптурока («Большая Голова») — по образцу, привезённому торговцем на Аляску.
С Аляски фигурка попала на Чукотку. Иностранное имя было адаптировано к чукотскому языку, в котором отсутствует звонкий звук «б»; таким образом, на Чукотке билликен превратился в пеликена.

## Художественные особенности
…Если посмотреть в целом на всю историю билликена-пеликена, нельзя не подивиться странной метаморфозе. Забавная фигурка в умелых руках эскимосов существенно преобразилась. По какой бы причине ни произошла утрата отдельных деталей, художественная выразительность образа только усилилась. Он стал более лаконичным и обобщённым, в некотором роде монументальным. И — удивительно! — весьма похожим на статуэтки из раскопок.
Исследователь искусства Чукотки Т. Б. Митлянская описывает пеликена как «геометризованную, условную, в виде прямоугольного блока обнажённую человеческую фигуру с плоскими, прижатыми к туловищу руками, большой головой и огромным ртом, растянутым в улыбке».

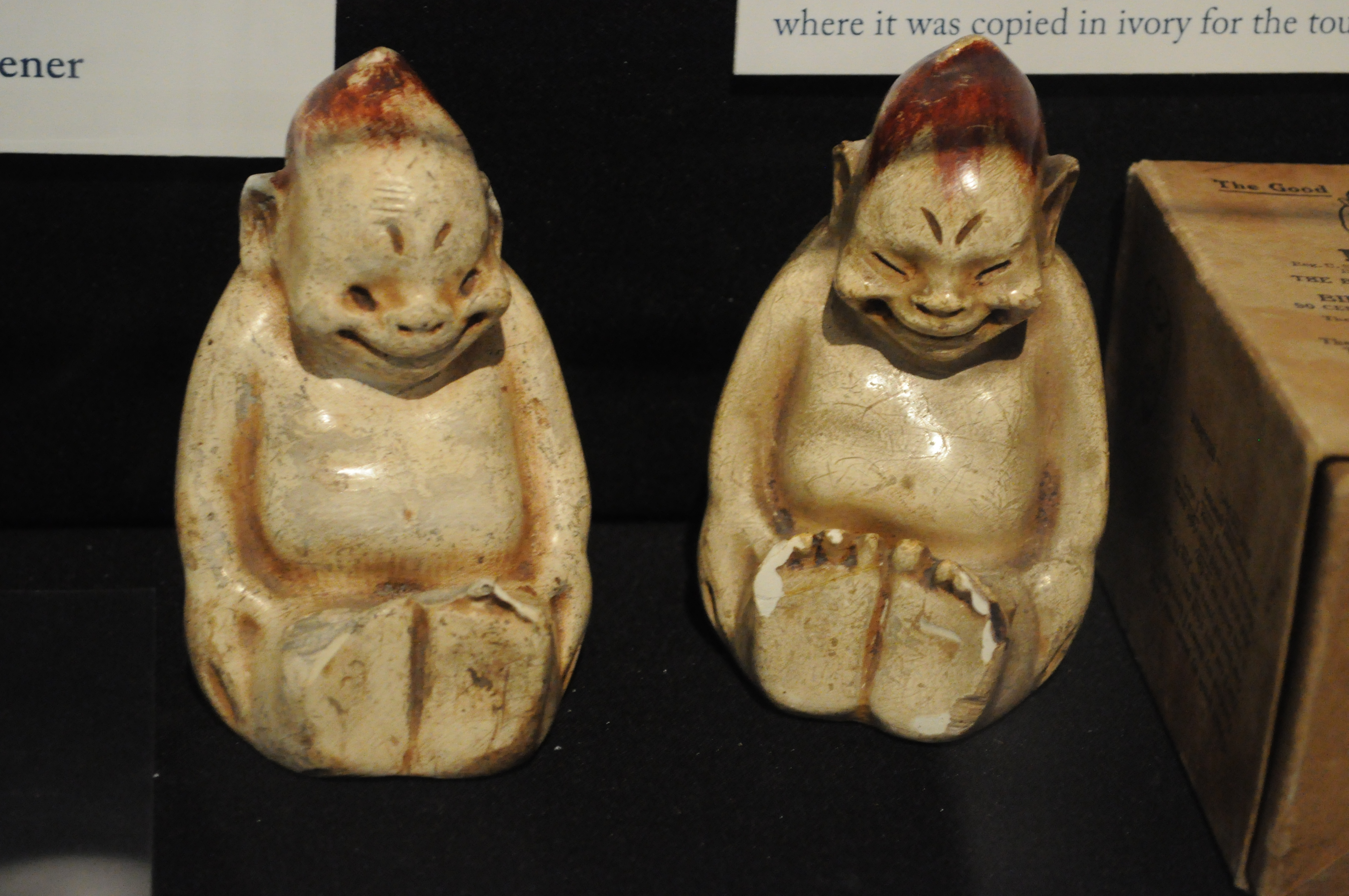
Первые пеликены. 1909

Первые эскимосские фигурки буквально следовали оригиналу Флоренс Претц, но постепенно косторезы стали отходить от него, и пеликен обретал эскимосские черты, «характерные для древнего, давно ушедшего в прошлое ритуального искусства Северо-Восточной Азии». С течением времени статуэтка стала напоминать эскимосские скульптурные изображения охранителей домашнего очага I тысячелетия н. э.
Сходство пеликенов XX века c древней эскимосской статуэткой, обнаруженной в 1963 году при раскопках Чинийского могильника, было отмечено историком и этнографом Н. Н. Диковым. Исследователи указывают на трансформацию образа в соответствии с древними чукотско-эскимосскими традициями:
Местная традиция переродила пришедшее извне изображение. Традиционное понимание материала и привычная трактовка человеческой фигуры обусловили специфические черты скульптуры пеликена. … Лицо пеликена приобрело в какой-то мере национальные черты, правда, гиперболизированные.
При следовании эскимосскими и чукотскими косторезами общей традиции существуют разные школы изображения пеликенов, у каждого мастера фигурка приобретает свои индивидуальные черты.

## XX—XXI века

Памятник Пеликену в селе Лаврентия. Начало XXI века

Мода на пеликенов, распространившаяся в городах СССР в 1960—1970-х годах, нашла отражение в рассказе Ю. Рытхэу.
Роль пеликена в жизни Чукотки упоминает писатель Сергей Тюленев в своей книге «Улыбка пеликена».
Языковед А. А. Бурыкин отмечает, что миф о тотеме поддерживается чукчами и в XXI веке, что находит отражение, в том числе в чукотской поэзии (А. Кымытваль, С. Тиркыгин).
В 2010 году на Чукотке учреждена выставка-ярмарка «Пеликен», представляющая изделия народных художественных промыслов.
В 2016 году в Парке национальной культуры и отдыха села Лаврентия установлен памятник пеликену с надписью:
Пеликен — языческий символ, почитаемый чукчами и эскимосами, хранитель домашнего очага, пожирающий человеческую зависть, глупость, житейские неурядицы и нехорошие мысли, переваривающий всю эту поставляемую в изобилии людьми пищу в своём безразмерном животе. При этом он остаётся непорочным и чистым в помыслах и поступках, излучает смех, добро и справедливость. Приносит радость, богатство и удачу. Существует поверье, что потерев по часовой стрелке вокруг пупка Пеликена, человек становится удачливым и неуязвимым для тёмных сил.

## Комментарии
1. ↑  Безымянная заметка обнаружена Н. Н. Диковым в Публичной библиотеке им. М. Е. Салтыкова-Щедрина и опубликована им в 1968 году[8].
2. ↑  Впервые опубликовано в 1960 году в сентябрьском выпуске журнала Alaska Sportsman[англ.], впоследствии дополненный и уточнённый текст неоднократно переиздавался[11].
3. ↑  Вот пеликен. Вот мой чукотский бог.

Ему молились родичи мои.

(А. Кымытваль. Пеликен)
4. ↑  Пеликен,

Чукотский божок, —

Бессловесный привет

Из времён далекого неолита.

Загадочной сказки туманный свет.

Осколок древнего быта…

(С. Тиркыгин. Пеликен)

### На русском языке
- [Б. п.] Талисман американцев // Синий журнал. — СПб.: Изд. М. Г. Корнфельд ; Тип. журн. «Сатирикон», 1911. — Вып. 23 апреля, № 18.
- Диков Н. Н. О происхождении пеликенов // Записки Чукотского окружного краеведческого музея. — Магадан, 1968. — Вып. 6.
- Диков Н. Н. Древние костры Камчатки и Чукотки: 15 тысяч лет истории. — Магадан: Магаданское кн. изд-во, 1969. — 256 с. — (Дальневост. ист. б-ка).
- Василевский Б. Улыбка северного бога // Вокруг света : журнал. — М., 1971. — № 6. — С. 54—57. — ISSN 0321-0669.
- Митлянская Т. Б. Художники Чукотки / Т. Б. Митлянская. — М.: Изобр. искусство, 1976. — 208 с. — 16 000 экз.
- Бурыкин А. А. Элементы массовой культуры в традиционной духовной культуре этноса // Российская массовая культура конца XX века: Материалы круглого стола 4 декабря 2001 г. Санкт-Петербург. — СПб.: Санкт-Петербургское философское общество, 2001. — Вып. 15. — (Symposium).

### На английском языке
- Jean Ray D. Billiken Lore (англ.) // Alaska Journal. — 1974. — Iss. Winter. — P. 25—31.